# Patrick Michaels
Pour les articles homonymes, voir Michaels.
Patrick J. (« Pat ») Michaels (né le 15 février 1950 et mort le 16 juillet 2022) est un climatologue américain. Professeur de recherche en sciences de l'environnement à l'Université de Virginie jusqu'en 2007, il avait commencé à y travailler depuis 1980. Il était par ailleurs engagé politiquement au sein du Cato Institute jusqu'au printemps 2019. 
Sceptique sur la question du réchauffement climatique, il a été président de l'Association américaine des climatologues d'État. De nombreuses polémiques sur des sources de financement liées à des entreprises du secteur de l'énergie (utilisant des énergies fossiles) ont éclaté, avec des sommes versées par ces entreprises à destination de Patrick Michaels se chiffrant jusqu'à 165 000 $. 
Il a par ailleurs écrit de nombreux ouvrages et articles sur le changement climatique, notamment Sound and Fury : La science et la politique du réchauffement planétaire (1992), Les gaz sataniques (2000) et Meltdown : La distorsion prévisible du réchauffement planétaire réalisée par des scientifiques, des politiciens, et les médias (2004). Il est également co-auteur de Climate of Extremes : une science du réchauffement de la planète qu'ils ne veulent pas que vous sachiez (2009). Le point de vue de Michaels, comme indiqué dans un article de 2002 de la revue Climate Research, est que la planète verra « une plage de réchauffement de 1,3  à   3,0 °C, avec une valeur centrale de 1,9 °C » pour la période 1990 à 2100 (cette valeur étant bien inférieure aux prévisions moyennes du GIEC).

## Parcours universitaire
Patrick Michaels obtient une licence en biologie en 1971 puis un master en biologie en 1975 à l'Université de Chicago. En 1979, il obtient un doctorat en climatologie écologique de l'Université du Wisconsin à Madison. Son sujet de thèse était intitulé Anomalies atmosphériques et rendements des cultures en Amérique du Nord.

## Financement par des lobbies du secteur de l'énergie
Le 26 juillet 2006, ABC News rapporte qu'une coopérative du secteur énergétique du Colorado, l'Intermountain Rural Electric Association, a versé un montant de 100 000 $ sur le compte de Patrick Michaels. Associated Press précise que ce versement a été effectué après que Patrick Michaels ait « indiqué à des businessmen de l'Ouest… qu'il n'avait plus d'argent pour réaliser ses analyses du travail des autres scientifiques menant des recherches sur le réchauffement climatique », et note que la coopérative a un intérêt économique évident à s'opposer aux restrictions sur les émissions de dioxyde de carbone, ce qui représente une situation claire de conflits d'intérêts.
Patrick Michaels affirma sur CNN que 40 % de ses financements provenaient de l'industrie pétrolière. D'après l'enquête de Fred Pearce, les lobbies des énergies fossiles ont financé les travaux de Patrick Michaels, notamment le World Climate Report, publié chaque année depuis 1994, ainsi que son entreprise militante de consulting scientifique, nommée New Hope Environmental Services.
Un autre article publié en 2005 dans le Seattle Times rapporte un nouveau versement à hauteur de 165 000 $ reçu par Patrick Michaels de la part d'entreprises du secteur de l'énergie, cet argent provenant notamment de l'industrie du charbon, en vue de permettre l'édition de son propre journal sur le climat.

## Prises de positions sur la question du réchauffement climatique
Patrick Michaels dit qu'il ne conteste pas les principes scientifiques de base selon lesquels les gaz à effet de serre participent au phénomène de réchauffement climatique et le fait que les températures moyennes sur Terre ait augmenté au cours de ces dernières décennies. Il est toutefois classé parmi les climatosceptiques et est décrit par Michael E. Mann comme « l'un des principaux contradicteurs au sujet du réchauffement climatique ». Effectivement, les positions défendues par Michaels sont celles présentant le réchauffement climatique comme mineur, non catastrophique, et même bénéfique.
Michaels écrit dans le journal économique The Wall Street Journal en 2008 :
« Pourquoi les nouvelles sur le réchauffement climatique sont-elles toujours mauvaises ? Peut-être parce qu'il y a peu d'incitation à regarder les choses autrement. Si vous le faites, vous êtes susceptible d'être mis au pilori par vos collègues. Si le réchauffement climatique n'est pas une telle menace, qui a besoin de tout ce financement ? »
En 2002, un article publié dans le journal Climate Research par Patrick Michaels et trois autres universitaires prédit « un réchauffement global de l'ordre de 1,3 à 3,0 °C, avec une valeur centrale de 1,9 °C » entre 1990 et 2100, et fait remarquer dans ce même article que « la plage de température et les valeurs centrales déterminées dans notre étude peuvent être trop grandes ». Il fait valoir que le système de rétroaction climatologique impliquant les tendances actuelles du réchauffement était plus faible que ce qui était généralement affirmé, aboutissant à une conclusion qui différencie son point de vue de celui des estimations du GIEC.
En 2009, Michaels a rédigé un rapport pour un think tank libéral (le Cato Institute) selon lequel il affirme que « le Congrès ne devrait adopter aucune loi limitant les émissions de dioxyde de carbone, devrait abroger les règles actuelles sur l'éthanol et informer le public sur le faible impact relatif au changement climatique ».
En 2018, Patrick Michaels se rend sur le plateau de Fox News, et y déclare que « probablement environ la moitié, peut-être la moitié de ces neuf dixièmes de degré [de réchauffement total] pourraient être causés par les gaz à effet de serre ». Climate Feedback, un site Web vérifiant les faits scientifiques portant sur les changements climatiques, a écrit à propos de l'affirmation de Michaels qu'« aucune preuve ni recherche scientifique quelconque n'a été menée pour étayer cette affirmation, et qu'elle est en contradiction avec la littérature scientifique publiée ».

## Publications
Patrick Michaels est l'auteur de plusieurs livres, dont : Sound and Fury: The Science and Politics of Global Warming (1992), Satanic Gases (2002), Meltdown: The Predictable Distortion of Global Warming by Scientists, Politicians and the Media (2004), publié par le Cato Institute, et Shattered Consensus: The True State of Global Warming (2005).
Ses travaux ont été publiés dans des journaux scientifiques de renom, tels que Climate Research, Climatic Change, Geophysical Research Letters, Journal of Climate, Nature, ou encore Science, ainsi que dans de grands organes de presse tels que le Washington Post, le Washington Times, le Los Angeles Times, USA Today, Houston Chronicle, et le Journal of Commerce. 

### Documents scientifiques et commentaires techniques
- Michaels, Singer, Knappenberger et Kerr, « Analyzing ultraviolet-B radiation—is there a trend? », Science, vol. 264, no 5163,‎ 1994, p. 1341–1343 (PMID 17780851, DOI 10.1126/science.264.5163.1341, Bibcode 1994Sci...264.1341M)
- Michaels et Knappenberger, « Human effect on global climate? », Nature, vol. 384, no 6609,‎ 1996, p. 522–523 (DOI 10.1038/384522b0, Bibcode 1996Natur.384..522M)
- Michaels, Balling Jr., Knappenberger et Knappenberger, « Analysis of trends in the variability of daily and monthly historical temperature measurements », Climate Research, vol. 10,‎ 1998, p. 27–33 (ISSN 0936-577X, DOI 10.3354/cr010027, lire en ligne [PDF])
- " Prévisions de température révisées pour le 21e siècle ", Patrick J. Michaels, Paul C. Knappenberger, Oliver W. Frauenfeld et Robert E. Davis, Climate Research, vol. 23: 1-9, 2002.
- Davis, Knappenberger, Novicoff et Michaels, « Decadal changes in heat-related human mortality in the eastern United States », Climate Research, vol. 22,‎ 2002, p. 175–184 (ISSN 0936-577X, DOI 10.3354/cr022175, Bibcode 2002ClRes..22..175D, lire en ligne [PDF])
- Davies, Knappenberger, Michaels et Novicoff, « Changing heat-related mortality in the United States », Environmental Health Perspectives, vol. 111, no 14,‎ 2003, p. 1712–8 (PMID 14594620, PMCID 1241712, DOI 10.1289/ehp.6336, lire en ligne)

### Livres
- Sound and Fury : The Science and Politics of Global Warming, Cato Institute, octobre 1992, 196 p. (ISBN 0-932790-89-5, lire en ligne)
- The Satanic Gases : Clearing the Air about Global Warming, Cato Institute, 15 mai 2000, 224 p. (ISBN 1-882577-92-2)
- Meltdown : The Predictable Distortion of Global Warming by Scientists, Politicians, and the Media, Cato Institute, 25 octobre 2005, 280 p. (ISBN 1-930865-79-1, lire en ligne)
- Shattered Consensus : The True State of Global Warming, Rowman & Littlefield, 28 décembre 2005, 304 p. (ISBN 0-7425-4923-2, lire en ligne)
- Climate of Extremes : Global Warming Science They Don't Want You to Know, Cato Institute, 25 janvier 2009, 250 p. (ISBN 978-1-933995-23-6 et 1-933995-23-8, lire en ligne)
- Climate Coup : Global Warming's Invasion of Our Government and Our Lives, Cato Institute, 2011, 304 p. (ISBN 978-1-935308-44-7 et 1-935308-44-0, lire en ligne)